# Rosse Buurtenstoet

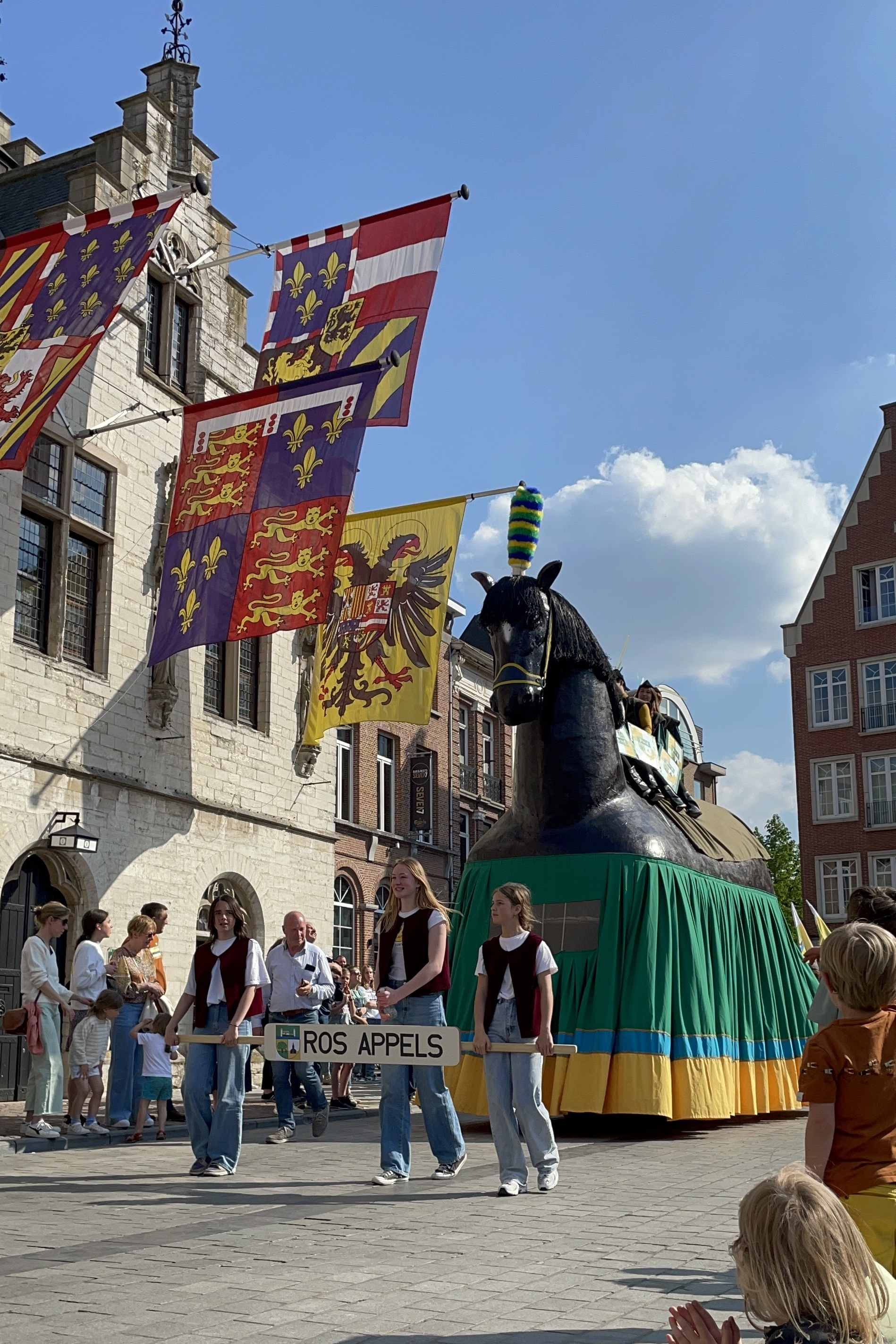
Het Peird van Appels voor het stadhuis van Dendermonde tijdens de Rossebuurtenstoet

De Rosse Buurtenstoet, of kortweg Rosse Buurten, is een folkloristische reuzenstoet die in 2022 georganiseerd werd in Dendermonde, een maand voor de Ros Beiaardommegang van dat jaar. De stoet bestond uit de Ros Beiaardpaarden van de Dendermondse wijken en deelgemeenten, aangevuld met reuzen en andere folkloristische elementen uit de deelgemeenten die geen eigen reuzenpaard hadden. In januari 2023 werd aangekondigd dat in 2030 een volgende editie zal gehouden worden.

## Ros Beiaardpaarden
In de stoet liepen drie Ros Beiaardpaarden met heemskinderen mee: Het Peird van Appels uit Appels, het Ros Donckstraat uit de wijk Donckstraat-Vlotgras, het Peirtje van 't Keur uit de wijk 't Keur. Daarnaast waren er twee kleinere Ros Beiaardpaarden zonder heemskinderen, namelijk het Peird Polliebar uit Grembergen en het Ros Breiaard van het Zilverpand. Er was ook een tijdelijk Ros Beiaardpaard gemaakt uit ballonnen, het Ros Ballonaard, en een mini-Ros Beiaard van de school De Toverboon.
Het Peird van Sint-Gillis was niet aanwezig, officieel omdat het op het moment van de stoet gerestaureerd werd in het kader van het VRT-programma De Repairshop.

## Andere elementen

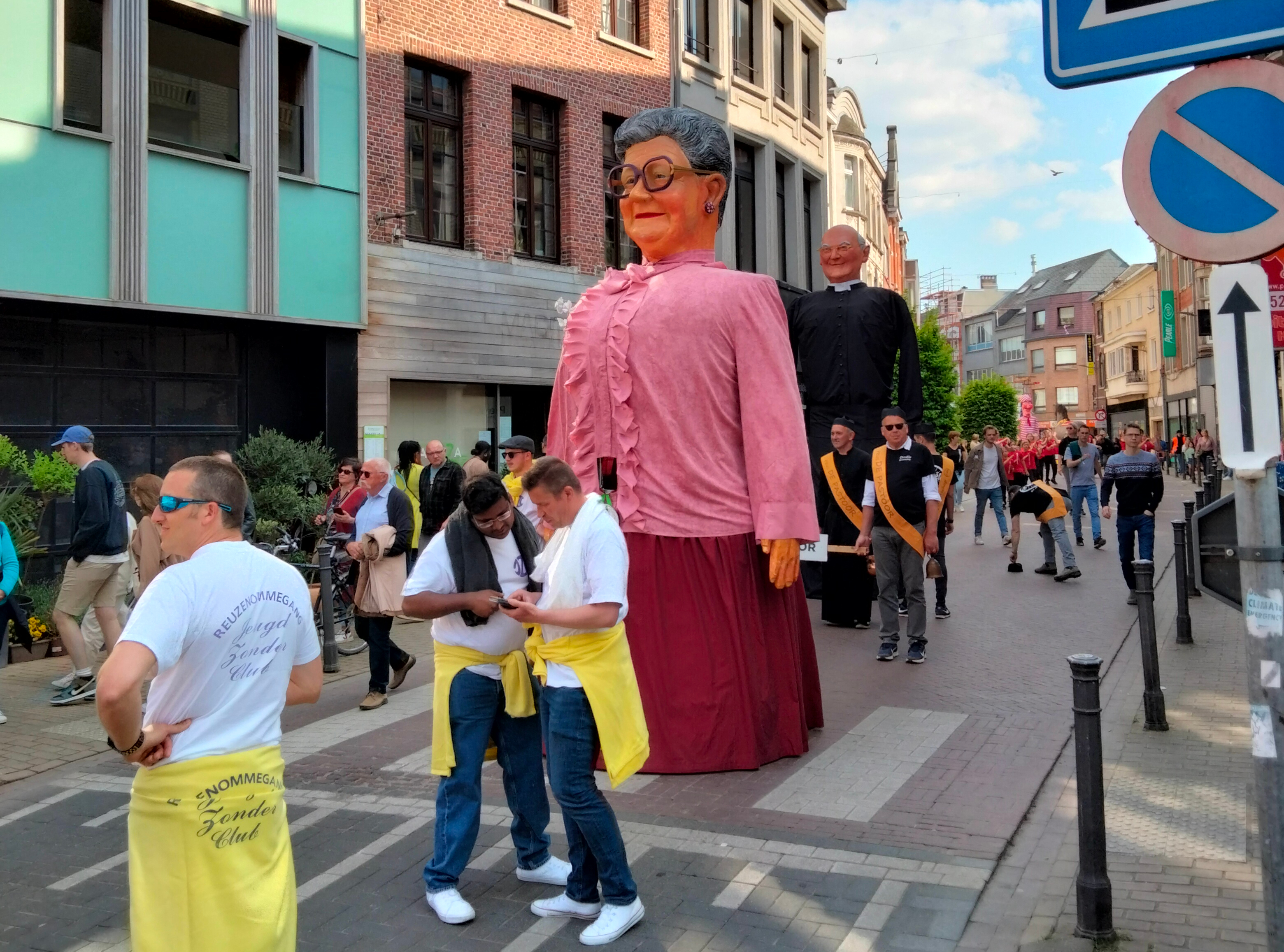
Grembergse reuzen Charlotte en De Pastoor in de Brusselsestraat tijdens de Rosse Buurtenstoet

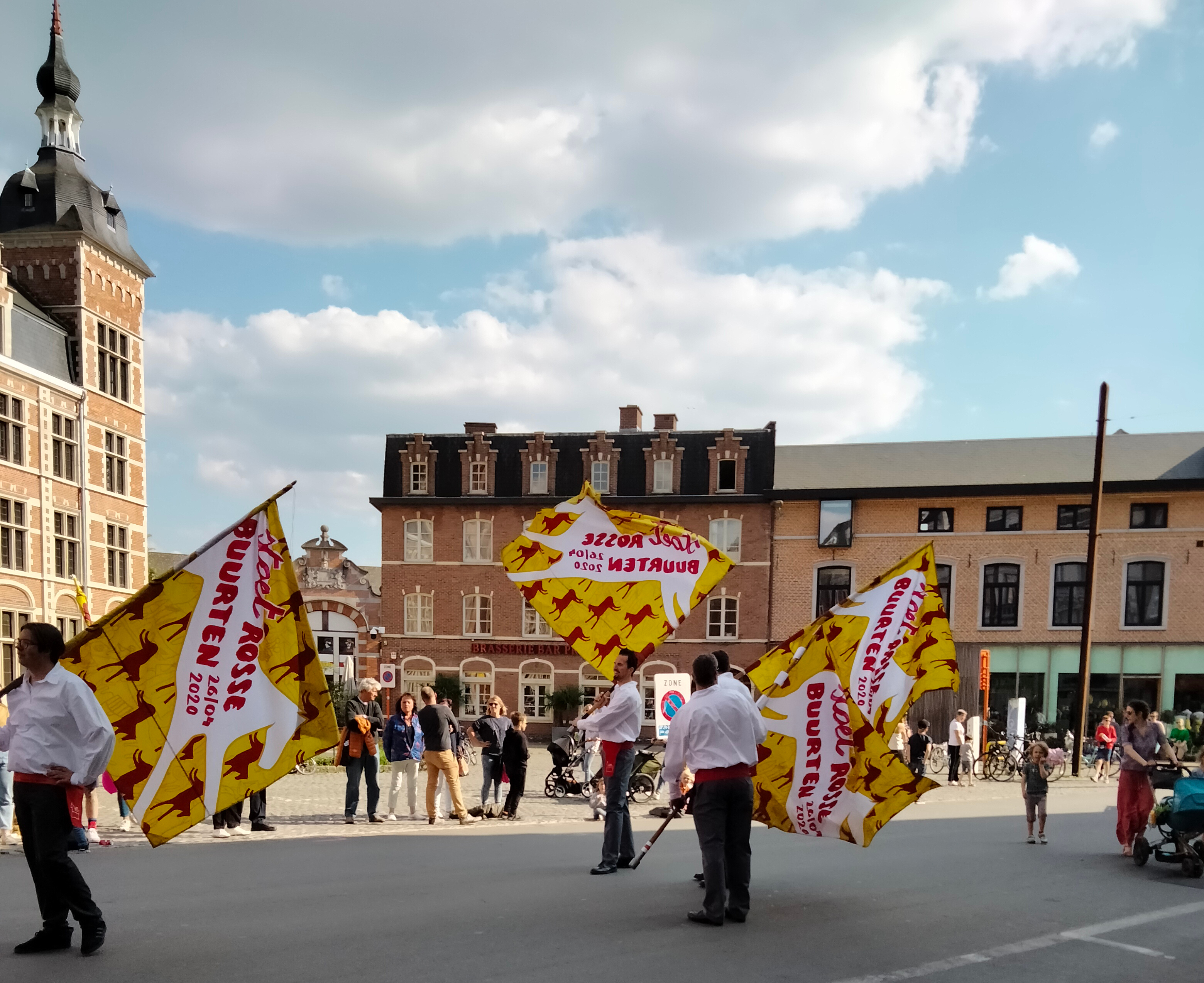
Vendeliers van Volkskunstgroep Reynout op de Vlasmarkt

Naast Ros Beiaardpaarden liepen er nog reuzen en andere folkloristische groepen mee. Uit Baasrode deden de bellenman en de reuzen Emile en Lisette mee, aangevuld met Paling Fieke die gedragen werd door Chiro Ommekaar. Uit Oudegem reed Petatje mee op een tractor, gevolgd door de reuzen Petatje, Jef Scheirs en Harduyn. De leerlingen van de basisschool Echo uit Schoonaarde en Oudegem maakten een kartonnen versie van de Dendermondse gildereus Indiaan. Uit Dendermonde liepen onder meer de reuzen Pee Den Aap, Dos Callos en Peke Rammekeszand mee. In Grembergen werd een nieuwe reus gebouwd, een reuzenversie van Kalleke Step. Verder waren uit Grembergen de reuzen Charlotte, De Pastoor en Reus Karl, de nieuwe reus van de wijk 't Lammeken, aanwezig. De vendeliers van Volkskunstgroep Reynout werden voorzien van vlaggen met het Rosse Buurten-logo. Uit Sint-Gillis liep reus Polliet mee. De Orde der stalhouders, die niet meededen met het Peird van Sint-Gillis, waren wel aanwezig met knapvarkens, een parodie op de Dendermondse knaptanden. Uit de Boonwijk liepen de reuzen Pol en Hermien mee. Uit Appels waren twee reuzen aanwezig, Miss Paling en Poschier. Er was ook een wagen die de Bloemencorso van Sint-Gillis vertegenwoordigde en verschillende fanfares waaronder ’t Klein Muziekske. Eddy Del White opende de stoet.

## Voortraject
De Rossebuurtenstoet was een initiatief van de Dendermondse stedelijke culturele diensten in aanloop naar de Ros Beiaardommegang van 2020. De leiding was in handen van de Stedelijke Musea Dendermonde die beroep deden op het Gentse productiehuis cirQ en op Dominique Van Malder als regisseur voor de stoet. De bedoeling was om als opwarmer voor de Ros Beiaardommegang een nieuwe stoet te creëren waarin de lokale buurt- en wijkpaarden uit Groot-Dendermonde door het stadscentrum trokken. In verschillende Dendermondse wijken en deelgemeenten bestonden immers vroeger eigen lokale Ros Beiaardpaarden. Op Grembergen en Sint-Gillis na waren deze lokale tradities meestal uitgedoofd. De Rosse Buurtenstoet moest deze tradities weer tot leven wekken.

### Uitstel
Net zoals de Ros Beiaardommegang werd ook de Rosse Buurtenstoet tweemaal uitgesteld door de coronamaatregelen. De stoet vond uiteindelijk plaats op 24 april 2022.

### Problemen en controverse
Hoewel de Rosse Buurtenstoet van in het begin werd aangekondigd als een verbindend initiatief, kreeg deze gedurende de drie jaar vooraf af te rekenen met heel wat problemen en controverses, die een wederkerend thema zouden vormen in de Dendermondse gemeentepolitiek:
- CirQ, het productiehuis dat ingehuurd werd om het concept van de stoet uit te werken en de praktische zaken te regelen, slaagde erin om meermaals bestaande folkloristische verenigingen te schofferen. De stijl van cirQ, dat vooral gespecialiseerd was in het brengen van controversiële en provocerende performances, bleek vaak niet verenigbaar met de werking van een aantal wijkverenigingen. Hun herhaalde boodschap de tradities te willen vernieuwen werd ervaren als een afkeuring van de tradities.
- De naam Rosse Buurten was bedoeld als woordspeling op het woord Ros, zoals in Ros Beiaard. De negatieve connotatie van rosse buurt zoals in een prostitutiewijk, leidde tot protest, zowel van groepen die kritisch stonden tegenover het gebeuren als van groepen die meewerkten aan de stoet. Onder meer Gustaaf Mannaert, op dat moment deken van de Gilde der Vrije Pijnders, de organisatie die het officiële Ros Beiaard draagt en argwanend stond tegenover de Rosse Buurtenstoet, liet optekenen: "Ze noemen zich de Rosse Buurten en dat zijn toch hoerenbuurten".[13][16]  Toen de stoet uiteindelijk uitging zag regisseur Van Malder zich nog genoodzaakt voor de camera van TV Oost te verduidelijken dat de stoet niet bedoeld was om "het prostitutienetwerk van Dendermonde te accentueren".[17]
- Ook de titel Stoet der stoeten die door cirQ gegeven was aan de Rosse Buurtenstoet leidde tot controverse aangezien de officiële, tienjaarlijkse Ros Beiaardommegang voor Dendermondenaars dé stoet der stoeten is.[13]
- De grappig bedoelde naam, het logo en de communicatiestijl van cirQ wekten bij een aantal groepen de indruk dat de stoet een parodie moest worden in plaats van een ode. Dit zorgde voor weerstand bij onder meer het Ros Beiaardcomité, dat de officiële Ros Beiaardommegang organiseert, en bij de pijndersgilde.  Uiteindelijk zouden ook een aantal deelnemende groepen, zoals het Koninklijk Atheneum, vooral parodiërende elementen uitwerken voor de stoet.
- Een discussie over het traject en de aankomst van de stoet dreef de zaken op de spits omdat de organisatoren deze stoet wilden eindigen met een apotheose op de Grote Markt waar ook de apotheose van de Ros Beiaardommegang plaatsvindt. Onder meer het Ros Beiaardcomitaé, Franki Hervent, de oud-regisseur van de Ros Beiaardommegang en Katuit, en de pijndersgilde waren hiertegen. Een aantal deelnemende groepen, zoals de Orde der Stalhouders, dreigden dan weer niet deel te nemen als de stoet niet op de Grote Markt eindigde.[15][14][18][19] Uiteindelijk ging de stoet wel over de Grote Markt, zonder er te eindigen.[16] De apotheose vond plaats in de Kerkstraat ter hoogte van de Onze-Lieve-Vrouwkerk.
- Een interview met regisseur Van Malder dat in december 2019 in weekblad Knack werd gepubliceerd bleek olie op het vuur. Van Malder had daarin de reactie van het Ros Beiaardcomité, met name hun bezorgdheid dat er gelachen zou worden met het Ros beiaard, "lichtgeraaktheid" en "provincialistisch" genoemd.[20][21]
- Op 24 mei 2020 zond TV-Oost een speciale aflevering uit over de Ros Beiaardommegang. Iemand met toegang tot de systemen van Proximus bleek echter de programmatie voor TV Oost aangepast te hebben waardoor in de digitale tv-gids van Proximusklanten weergegeven werd dat de Rosse Buurtenstoet werd uitgezonden in plaats van de Ros Beiaardspecial.[22][23]

## Erfgoeddag 2025
In maart 2025 werd aangekondigd dat op 27 april, in het kader van Erfgoeddag, De Grote Prijs van de Rosse Buurten georganiseerd zou worden als kick-off voor de Rosse Buurtenstoet in 2030. Hoofdactiviteit zou een wedstrijd wasmachine bashen worden waarbij ploegen van de verschillende folkloristische verenigingen zo snel mogelijk een wasmachine in kleine stukken zouden moeten slaan. Omdat deze voorgestelde activiteit op massale afkeuring kon rekenen van de verenigingen, die het als oneerbiedig naar hun erfgoed toe zagen, werd de wedstrijd uiteindelijk vervangen door een Flat Pack Attack-show waarin deelnemende ploegen zo snel mogelijk een Ikea-rekje moesten in elkaar steken en vervolgens opnieuw afbreken.